# Veronus van Lembeek
Veronus van Lembeek (begin van 9e eeuw – Lembeek 863) is een middeleeuwse heilige. Jaarlijks houdt men op paasmaandag de Sint-Veroonmars in Lembeek om hem te gedenken.

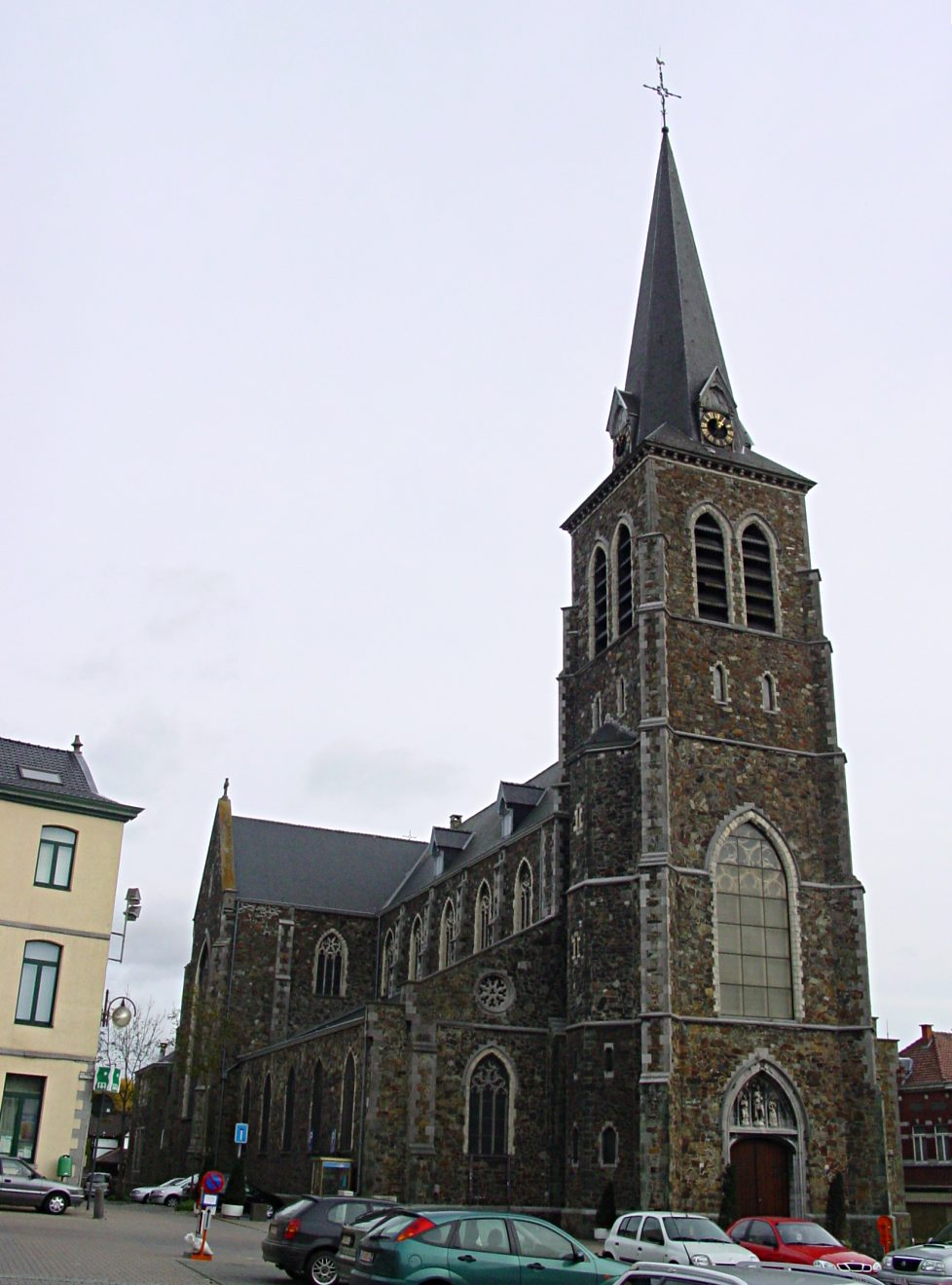
Sint-Veronuskerk in Lembeek

## Leven
Het leven van Veronus is gekend uit een hagiografie geschreven door Olbert van Gembloers rond 1015-1020.
Veronus was volgens de legende een achterkleinzoon van Karel de Grote. Hij verliet op 15-jarige leeftijd het ouderlijk huis, omdat hij niet in het huwelijk wilde treden, en kwam terecht in Lembeek. Hier vestigde hij zich en nam dienst als knecht op een pachthof. 
Toen hij eens een stok in de grond sloeg, borrelde er terstond water uit de grond. Aan zijn tweelingzuster, de heilige Verona, heeft hij verteld waar hij begraven zou zijn na zijn dood. Een omgevallen boom zou haar de weg wijzen. Na zijn dood geschiedde zoals hij het had voorzien. 

## Verering
Veronus wordt aanbeden tegen hoofdziekten, tyfus, reuma, koorts, besmettelijke ziekten en zweren. Zijn feestdag is op 31 januari.